# Dominikanska republikens ambassad i Stockholm
Dominikanska republikens ambassad i Stockholm är Dominikanska Republikens diplomatiska representation i Sverige. Ambassadör sedan 2021 är Lourdes Victoria-Kruse. Ambassaden är belägen på Söder Mälarstrand 21.

## Beskickningschefer
| Namn                             | Period    | Funktion   |
| -------------------------------- | --------- | ---------- |
| Marina Isabel Cáceres de Estévez | 2008–2017 | Ambassadör |
| Laura Faxas                      | 2017–2021 | Ambassadör |
| Lourdes Victoria-Kruse           | 2021–idag | Ambassadör |